# غرطر مألوف
{{صندوق معلومات كائن
| الاسم =  غرطر مألوف
| حالة الحفظ =  لا
| الصورة = 
| عرض الصورة = 
| التعليق = 
| النطاق =  حقيقيات النوى
| المملكة =  حيوانات
| الشعبة =  الحبليات
| الطائفة =  العظايا الحرشفية
| الرتبة =  الحرشفيات
| الرتيبة =  الثعابين
| الفيلق =  الأحناش وأشباهها
| الفصيلة =  الأحناش
| الأسرة = النطريقاوات
| الجنس =  الغرطر
| النوع =  غرطر مألوف
| الاسم العلمي =  Thamnophis sirtalis
| واضع الاسم =  [[C. كارولوس لينيوس]]
| عام وضع الاسم =  1766
| ماهية التقسيم = 
| التقسيم = 
| خريطة الانتشار = 
| عرض خريطة الانتشار = 
| تعليق خريطة الانتشار = 
}}
غرطر مألوف (الاسم العلمي:Thamnophis sirtalis) (بالإنجليزية: Common garter snake)‏ هو نوع من الزواحف يتبع جنس الغرطر من فصيلة الأحناش.